# أتيليو بيتيغا
أتيليو بيتيغا (بالإيطالية: Attilio Bettega) مواليد 19 فبراير 1953 في ترينتو - الوفاة 02 مايو 1985 في كورسيكا، كان سائق راليات إيطالي بدأ مسيرته في سنة 1978. كان أول رالي له هو رالي سانريمو 1978. تسابق في بطولة العالم للراليات. صعد على المنصة 6 مرات خلال مسيرته.

## فرق مثلها
- فيات كرايسلر
- لانشيا

## روابط خارجية
- أتيليو بيتيغا على موقع eWRC-results.com (الإنجليزية)